# 马克思主义协调委员会
马克思主义协调委员会（英语：Marxist Co-ordination Committee）是印度的一个共产主义政党。该党主要活动于贾坎德邦的丹巴德矿区。该党的前身是民主农民斗争联盟，它由被印度共产党（马克思主义）开除的当地领导人A.K. Roy创建。后来，民主农民斗争联盟改组为马克思主义协调委员会，仍由A.K. Roy领导。A.K. Roy曾三次被选为议员。